# Eleocharis alveolata
Eleocharis alveolata är en halvgräsart som beskrevs av Henry Knute Knut Svenson. Eleocharis alveolata ingår i släktet småsäv, och familjen halvgräs. Inga underarter finns listade i Catalogue of Life.